# Charles Juliet

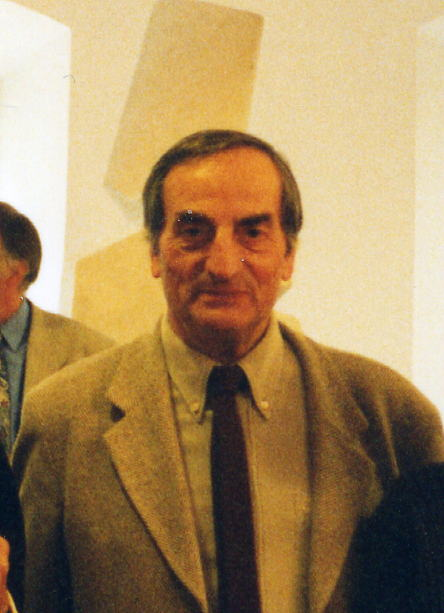
Charles Juliet 1999

Charles Raymond Juliet (* 30. September 1934 in Corlier, Département Ain; † 26. Juli 2024 in Lyon) war ein französischer Dichter, Schriftsteller, Kunstkritiker und Tagebuchautor.

## Leben
Charles Raymond Juliet wurde am 30. September 1934 in Corlier im Département Ain, nordöstlich von Ambérieu-en-Bugey, geboren. Er war einen Monat alt, als seine Mutter in Corlier einen Suizidversuch unternahm und in die Psychiatrie eingewiesen wurde, wo sie im Juli 1942 starb. Er selbst kam im November 1934 in die Obhut der kinderreichen Familie Ruffieux in Jujurieux (unweit Corlier) und wuchs dort behütet auf. Erst 1942 erfuhr er, dass Félicie Ruffieux nicht seine leibliche Mutter war. In seinem Roman Lambeaux setzte Juliet 1995 seiner Adoptivmutter, die außer den Kindern auch den kriegsversehrten Ehemann zu versorgen hatte, ein Denkmal und nannte sie ein „Meisterwerk der Menschlichkeit“.
1946 kam Juliet, nach Bestehen einer Aufnahmeprüfung in Bourg-en-Bresse, als Soldatenkind (enfant de troupe) in die militärische Vorbereitungsschule (École militaire préparatoire) in Montélimar, die 1947 nach Aix-en-Provence verlegt wurde. Die dortigen Erlebnisse verarbeitete er zu dem 1989 erschienenen Roman L’Année de l’éveil (verfilmt, deutscher Titel: Das Jahr des Erwachens). Von 1954 bis 1957 besuchte er in Bron bei Lyon die École de santé des armées. Ende 1956 heiratete er und verließ die École im November 1957, nachdem der Umgang mit Bernard Clavel in ihm die Sehnsucht nach einem Literatendasein verstärkt hatte. Mehrere Jahre übernahm er in Lyon Vertretungsstellen als Gymnasiallehrer, dann lebte er nur noch von dem Gehalt seiner Frau, um seine ganze Zeit dem Schreiben widmen zu können.
Bei der schwierigen Suche nach einer eigenen literarischen Identität ließ er sich von Robert Margerit (1910–1988) beraten, dessen Roman Le Dieu nu (1951, Prix Renaudot) ihn fasziniert hatte, von Michel Leiris, den er bewunderte und den er 1958 zum ersten Mal traf, von Roger Vailland, der unweit Jujurieux in Meillonnas wohnte, und von Jean Reverzy, der ihn an Maurice Nadeau verwies, in dessen Zeitschrift Les Lettres nouvelles er erste Rezensionen veröffentlichte. Nadeau, mit dem er in engem Briefkontakt blieb, wurde zum wichtigen Mentor. Mit seiner Frau unternahm er zahlreiche Reisen im Citroën 2CV durch Europa, immer auf den Spuren verstorbener oder noch lebender Autoren, die ihn beeindruckt haben. So traf er in Spanien Blas de Otero, dessen Dichtung ihn beeinflusste.
Der Bildhauer Maxime Descombin (1909–2003) in Mâcon machte ihn auf Piet Mondrian aufmerksam. Er unternahm eine Holland-Reise zu den Werken von Vincent van Gogh und Mondrian und fing an, sich für die Kunst zu begeistern. Er trat in persönliche Beziehung zu Michel Carrade (1923–2021) und vor allem ab 1964 zu Bram van Velde, der ihm eine Begegnung mit seinem Freund Samuel Beckett ermöglichte, den Juliet 1968, 1973, 1975 und 1977 traf.
Nach langen vergeblichen Publikationsversuchen (unter anderem beim Verlag Denoël trotz einer Empfehlung von Louis Calaferte) fand er 1973 durch die Vermittlung von Georges Haldas in den Éditions Rencontres von Lausanne einen Verleger für den Erstling Fragments, den der Schweizer Feuilletonredakteur und Schriftsteller Henri-Charles Tauxe (1933–2013) als „Entdeckung eines großen Schriftstellers“ („Découverte d’un grand écrivain“) bezeichnete und der die Romanautorin und Journalistin Josane Duranteau (1923–1998) bewog, ihn telefonisch zu beglückwünschen. Durch Vermittlung von Bernard Noël erschien ebenfalls 1973 in den Éditions Fata Morgana sein zweites Buch, die Begegnungen mit Bram Van Velde. Erst 1976 erschien (wieder bei Fata Morgana) der erste Gedichtband.
Paul Otchakovsky-Laurens (1944–2018), der seit 1974 Juliets Journal (Tagebuch) im Manuskript kannte, veröffentlichte 1978 den ersten Band in seinem kurz zuvor gegründeten Verlag Éditions P.O.L (zuerst bei Hachette, dann selbständig). Bis 2020 erschienen 10 Bände, deren erste drei ins Deutsche übersetzt wurden.
2013 erhielt Charles Juliet den Prix Goncourt für Dichtung. Für sein literarisches Gesamtwerk wurde er 2017 mit dem alle zwei Jahre verliehenen Grand Prix de Littérature der Académie française ausgezeichnet.
Juliet starb am 26. Juli 2024 im Alter von 89 Jahren in Lyon.

## Werke (Auswahl)

### Tagebuch
- Ténèbres en terre froide. Journal. 1. 1957–1964. Hachette, Paris 1978, 2010.
- Traversée de nuit. Journal. 2. 1965–1968. 1978. 2013.
- Lueur après labour. Journal. 3. 1968–1981. 1981. 1982. 2017.
  - (deutsch) Tagebuch 1957–1981. Robert Bosch Stiftung, 1987. Heliopolis, Tübingen 1988. (übersetzt von Kay Borowsky)
- Accueils. Journal. 4. 1982–1988. 2011
- L’autre faim. Journal 5. 1989–1992. 2003.
- Lumières d’automne. Journal 6. 1993–1996. 2013.
- Apaisement. Journal. 7. 1997–2003. 2013.
- Au pays du long nuage blanc. Journal. 8. Wellington, août 2003 – janvier 2004. 2005.
- Gratitude. Journal. 9. 2004–2008. 2017.
- Le jour baisse. Journal. 10. 2009–2012. 2020.
- Carnets de Saorge. P.O.L., 1994. (Tagebuch des Stipendienaufenthalts in Saorge)

### Dichtung
- L’œil se scrute. Fata Morgana, 1976.
- Affûts. P.O.L., 1979, 1990.
- Fouilles. Fata Morgana, 1980. P.O.L. 1998.
- L’Autre Chemin. Arfuyen, 1980.
- Approches. Fata Morgana, 1981.
- L’Inexorable, précédé de Trop ardente. Fata Morgana, 1984.
- Bribes pour un double. Arfuyen, 1984.
- Ce pays du silence. Fata Morgana, 1987.
- Brûlure du temps = Brennen der Zeit. Konkursbuchverlag Gehrke, Tübingen 1987. (zweisprachige Gedichtauswahl, übersetzt von Günter Gerstberger)
- L’Incessant. Fourbis, 1989.
- A voix basse. P.O.L., 1997. (italienisch 2020)
- L’ Opulence de la nuit. P.O.L., 2006.
- Moisson. P.O.L., 2012. (gesammelte Gedichte, Prix Goncourt de la poésie 2013)

### Erzählende Prosa
- L’Année de l’éveil. Récit. P.O.L., Paris 1988. Hrsg. Isabelle d’Orsetti. 2013. (Grand Prix des lectrices de Elle 1989)
  - (deutsch) Jahr des Erwachens. Roman. Heliopolis, Tübingen 1990. (übersetzt von Kay Borowsky)
- Failles. Jacques Brémond, 1991. (Erzählungen)
- L’Inattendu. P.O.L., 1992. (Erzählungen)
- Lambeaux. Récit. P.O.L., Paris 1995.
- Attente en automne. P.O.L., 1999. (Erzählungen)

### Theater
- Écarte la nuit. 1986. P.O.L., 1999.
- Un lourd destin. P.O.L., 2000. (über Friedrich Hölderlin)
  - (deutsch) Ein schweres Los. An Hölderlin denken. Ed. Isele, Eggingen 2002. (übersetzt von Angelika Lochmann und Valérie Lawitschka)

### Begegnungen
- Rencontres avec Bram Van Velde. Fata Morgana, 1973. P.O.L., 2016, 2020.
  - (deutsch) Begegnungen mit Bram van Velde. Heliopolis, Tübingen 1989. (übersetzt von Valérie Lawitschka und Angelika Lochmann)
- (mit Jacques Putman) Bram Van Velde. Maeght, 1975.
  - (deutsch) Bram van Velde. Benteli, Bern 1976. (übersetzt von Herbert Meier)
- Giacometti. P.O.L., 1984, 1995, 2019.
  - (deutsch) Giacometti. Weber, Genf 1986. (übersetzt von Norbert Hiltl und Hilde Weber)
- Rencontres avec Samuel Beckett. Fata Morgana, 1986.
- Begegnungen mit Maurice Estève. Heliopolis, Tübingen 1987. (übersetzt von Kay Borowsky, Tagebuchausschnitt)
- (deutsch) Begegnung mit Beckett. Heliopolis, Tübingen 1988. (übersetzt von Martin Raether)
- Pour Michel Leiris. Fourbis, 1988.
- Entretien avec Pierre Soulages. L’Échoppe, 1990.
  - (deutsch) Gespräche mit Pierre Soulages. Heliopolis, Tübingen 1988. (übersetzt von Werner Meyer)
- Jean Reverzy. L’Échoppe, 1992.
- Bram Van Velde. Maeght, 1993.
- Un grand vivant, Cézanne. Flohic, 1994. P.O.L. 2006, 2023.
- Entretien avec Raoul Ubac. L’Échoppe, 1994.
- Chez François Dilasser. L’Échoppe, 1999. (Maler, 1926–2012)
- Shitao et Cézanne, une même expérience spirituelle. L’Échoppe, 2003.
- D’une rive à l’autre. Entretien avec Cypris Kophidès. Diabase, 2006.

### Weitere Werke
- Dans la lumière des saisons. P.O.L. 1991, 2022. (Briefe)
- Ce long périple. Bayard, 2001. (innerer Werdegang)
- Ces mots qui nourrissent et qui apaisent. Phrases relevées au cours de mes lectures. P.O.L., 2008.
- Sagesse et blessures. Réflexions sur l’Ecclésiaste et Tchouang-tseu. Bayard, 2009. (Buch Kohelet und Zhuangzi)
- (Hrsg.) Hadewijch d’Anvers. Une femme ardente. Points, Paris 2012.
- Trouver la source. La Passe du vent, Genouilleux 2020.
- (Hrsg.) Pour plus de lumière. Anthologie personnelle 1990–2012. Gallimard, Paris 2020. (Vorwort von Jean-Pierre Siméon)

## Deutschsprachige Hörspielbearbeitung
- 2011: Innerhalb der Reihe: Kind sein/kein Kind mehr sein: Boxen (Vorlage: Das Jahr des Erwachens (Roman)) – Redaktion und Regie: Stefanie Hoster (Deutschlandradio)[4]